# Mangabey
Taxons concernés
Dans la famille des Cercopithecidae :
- dans les genres :
  - Cercocebus
  - Lophocebus

Mangabey est un nom vernaculaire ambigu en français, pouvant désigner plusieurs espèces différentes de singes de l'ancien Monde, répartis deux genres : Cercocebus et Lophocebus.

## Étymologie et histoire
Ce terme est absent de la plupart des dictionnaires de français anciens ou académiques.
Le Dictionnaire de la langue française d'Émile Littré, publié en 1863, définit le mangabey comme un singe d'Abyssinie, de l'espèce Simia aethiops.
Le dictionnaire français Larousse définit le mangabey par sa morphologie : « Grand singe  à longue queue », son comportement : « herbivore » et son habitat : les « forêts d'Afrique ».
Les populations locales appellent ces espèces: « avec la taille fine» ou «singes à quatre yeux » parce que certaines espèces de Mangabey ont les paupières blanches et lumineuses.

## Physiologie, comportement et écologie
Les caractéristiques générales des mangabeys sont celles des primates de la famille des Cercopithecidae, avec des nuances pour chaque espèce : voir les articles détaillés pour plus d'informations sur leur comportement ou leur physiologie respective.
Néanmoins, les mangabey ont tous une queue et des paupières blanches.

## Noms vernaculaires et noms scientifiques correspondants
Liste alphabétique de noms vernaculaires attestés en français.

Note : certaines espèces ont plusieurs noms et, les classifications évoluant encore, certains noms scientifiques ont peut-être un autre synonyme valide.
- Mangabey agile - Cercocebus agilis[8]
- Mangabey à collier blanc - Cercocebus torquatus[9],[8]
- Mangabey couronné - voir Singe vert mangabey, sous-espèce Cercocebus atys lunulatus[9] ou Mangabey à collier blanc[8]
- Mangabey doré - Cercocebus chrysogaster[9]
- Mangabey enfumé - voir Singe vert mangabey[8] ou voir Mangabey à collier blanc[9] (ssp. Cercocebus torquatus atys)[10]
- Mangabey huppé - voir Mangabey noir[8]
- Mangabey à joues blanches - Lophocebus albigena[9],[8]
- Mangabey à joues grises - voir Mangabey à joues blanches[9],[8]
- Mangabey des montagnes — Lophocebus kipunji (découvert en 2005)
- Mangabey noir - Lophocebus aterrimus[9]
- Mangabey sanjey — Cercocebus sanjei[9]
- Mangabey de la Tana — Cercocebus galeritus[9]
- Mangabey à ventre doré  — Cercocebus chrysogaster ou Cercocebus galeritus[9]
- Singe vert mangabey - Cercocebus atys[9]
- etc.